# غريغ إيدن
غريغ إيدن (بالإنجليزية: Greg Eden)‏ هو لاعب دوري الرغبي أسترالي، ولد في 14 نوفمبر 1990 في كاسلفورد ‏ في المملكة المتحدة.

## روابط خارجية
- غريغ إيدن على موقع ItsRugby.co.uk (الإنجليزية)